# Poole Harbour
Koordinaten: 50° 41′ 45″ N, 1° 59′ 19″ W

Poole Harbour in der Grafschaft Dorset

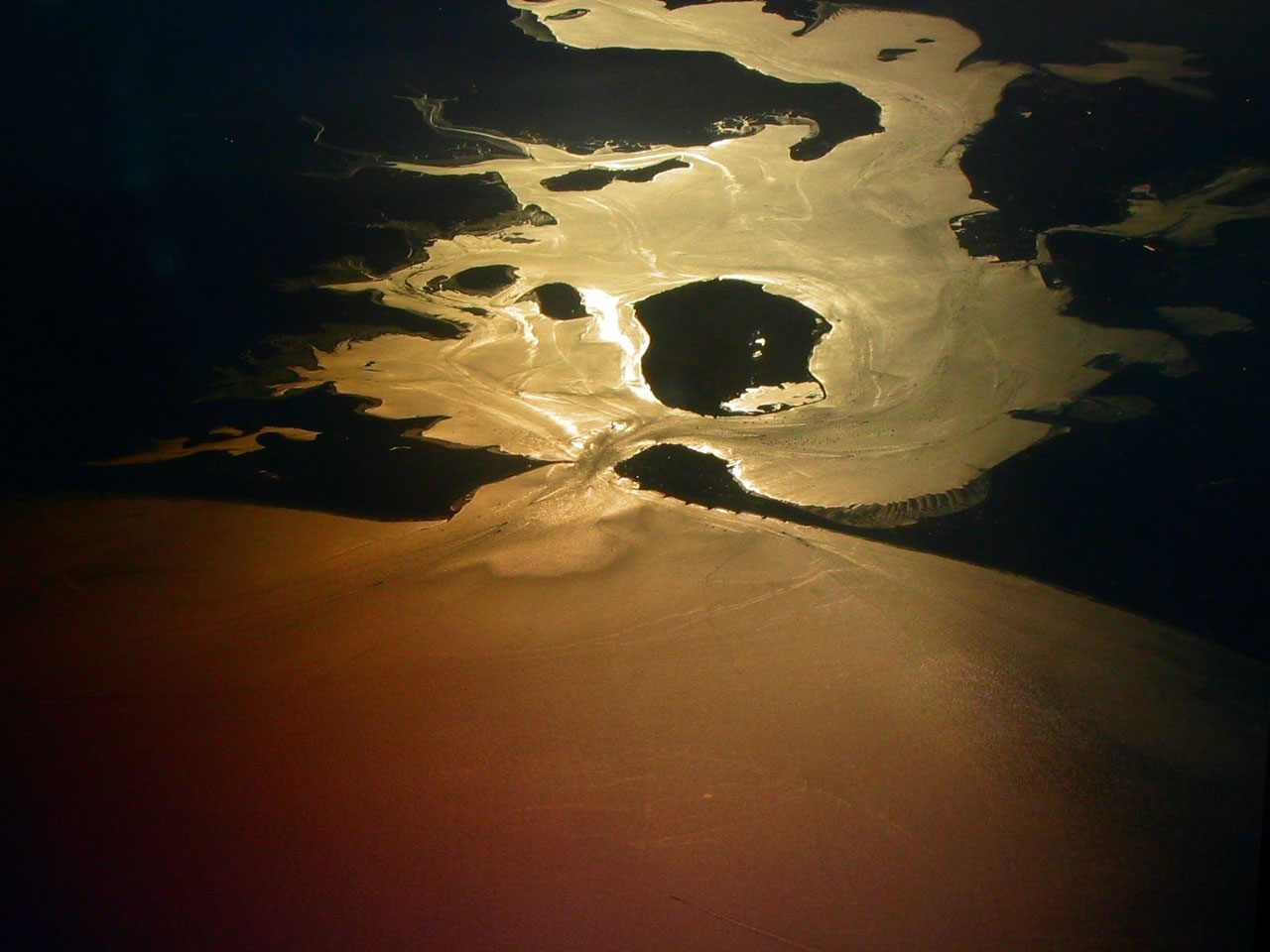
Einfahrt zum Poole Harbour von einem Flugzeug bei Sonnenuntergang

Poole Harbour ist ein großer Naturhafen bei Poole in der Grafschaft Dorset, an der Südküste von England, etwas nördlich von Studland Bay und etwas westlich der Stadt Bournemouth. 

## Der Hafen
Er liegt an der Mündung mehrerer kleiner Flüsse – River Frome, River Piddle, River Corfe und Sherford River – die hier ein von Meerwasser überflutetes Tal (Ria) aus dem relativ weichen Untergrund ausgewaschen haben. Diese ehemaligen Flusstäler, die heute künstlich vertieft werden, ermöglichen heute den Schiffsverkehr im Poole Harbour, der ansonsten eine Durchschnittstiefe von nur 48 cm aufweist. Poole Harbour nimmt für sich in Anspruch, mit 38 km² der größte Naturhafen der Welt zu sein. Dieser Anspruch wird in Europa aber zum Beispiel vom Cork Harbour bei Cork in Irland übertroffen, und weltweit zählen die Häfen von Halifax, Vancouver und San Francisco zu den größten Naturhäfen. 

## Nutzung
Schon seit Jahrhunderten ist der Naturhafen von Poole sehr beliebt, obwohl er für große Schiffe ungeeignet war. Im Zweiten Weltkrieg spielte der Hafen eine wichtige Rolle als Ausgangspunkt vieler Schiffe, die an der Normandie-Invasion im Juni 1944 beteiligt waren. Heute fahren von Poole Harbour aus Fähren nach Frankreich, und der Luxusyachtenbauer Sunseeker hat dort seine Werft. 

## Brownsea Island
In der Einfahrt von Poole Harbour liegt die kleine Insel Brownsea Island, die innerhalb von zwei Stunden umwandert werden kann. Die Insel gehört zu Studland und steht unter Naturschutz, weil sie neben der Isle of Man der letzte Lebensraum des Roten Eichhörnchens in England ist. Auf der Insel fand vom 25. Juli bis 9. August 1907 das erste Probelager der Pfadfinder mit 21 Jungen statt, geleitet von Robert Baden-Powell.